# Merton, Wisconsin
Merton är en ort i Waukesha County i delstaten Wisconsin, USA.